# Lepidopygia nana
El capuchino malgache (Lepidopygia nana) es una especie de ave paseriforme de la familia Estrildidae endémica de Madagascar. Es la única especie del género Lepidopygia, aunque antes se clasificaba en el género Lonchura.

## Distribución y hábitat
Es un pájaro común en Madagascar que se encuentra en los bosques tropicales y subtropicales, las zonas de matorral y zonas urbanizadas. Se clasifica como especie bajo preocupación menor.